# Табачников, Модест Ефимович
Моде́ст (Мо́нус) Ефи́мович Таба́чников (13 августа 1913, Одесса, Херсонская губерния, Российская империя — 31 января 1977, Москва, СССР) — советский композитор, автор эстрадных песен. Заслуженный деятель искусств РСФСР (1976).

## Биография
Родился 13 августа 1913 года в Одессе (ныне Украина) в еврейской семье и по 1941 год жил в Одессе.
Играл в оркестре при фабричном клубе. В 1931—1936 годах учился на дирижёрском факультете Одесского музыкально-театрального института. В 1940—1941 годах заведовал музыкальной частью Одесской киностудии. Член ВКП(б). 
Во время Великой Отечественной войны был художественным руководителем ансамбля песни и пляски 2-й Гвардейской армии, руководитель музыкальной части фронтового театра «Весёлый десант», майор. В это время сочинил много патриотических песен о войне, о фронтовой дружбе — как правило, в мажорных, бравурных тонах.
Автор музыки к нескольким опереттам («Сенсация», «Люблю, люблю» и др.), к 50 драматическим спектаклям и 7 кинофильмам («Укротители велосипедов», 1963), более 230 песен. Одна из его первых песен, написанных ещё до войны, «Жемчужина у моря» — песня об Одессе, где он стал и автором текста, и композитором, причем текст подписал псевдонимом «М. Любин».

## Песни
- Ах, Одесса, жемчужина у моря;
- Баллада о кирзовых сапогах — стихи М. С. Лисянского;
- Давай закурим (Давай закурим, товарищ, по одной, давай закурим, товарищ мой…) — стихи И. Л. Френкеля;
- Дядя Ваня (Дядя Ваня, хороший и пригожий…) — стихи М. Н. Либин и Аста Галла (Анна Дмитриевна Ермолаева);
- Ждёшь этот вечер (стихи Н. Доризо)
- Точно (С. Б. Болотин).
- Нет, не забудет солдат (Я. М. Зискинд).
- Сочи (Л.Н. Давидович и А. Галла).
- Мама (стихи Г. Б. Гридова);
- Одесский порт (Одесский порт в ночи простёрт…) — стихи И. Л. Френкеля
- Ленинградские мосты (В. Драгунский и Л. Н. Давидович);
- Матросская гитара (Я.М. Зискинд).
- Остаюсь на опасном посту (на стихи Е. Долматовского);
- Песня оленевода (…А олени лучше!) (В. Е. Бахнов и Я. А. Костюковский);
- Привет Бухаресту (Я. А. Хелемский);
- Сестрица (Казалась ты нежной тростиночкой хрупкой, была ты геройским бойцом…) стихи — В. М. Пухначева;
- Ты одессит, Мишка — стихи В. А. Дыховичного;
- У Чёрного моря (Есть город, который я вижу во сне…) — стихи С. И. Кирсанова;
- Я помню в Вязьме старый дом (Я помню в Вязьме старый дом — с друзьями мы прощались в нём...) — стихи К. М. Симонова.

и много других. Многие его мелодии составляют классику советской песни и не утратили современного звучания.
Исполнителями его песен были самые популярные певцы своего времени: Клавдия Шульженко, Леонид Утёсов, Пётр Лещенко, Марк Бернес, Эмиль Горовец, Владимир Трошин, Гелена Великанова и т. д.
Умер 31 января 1977 года. Похоронен в Москве на Востряковском кладбище.

## Фильмография
- Где-то есть сын (1962)
- Интервью у весны (1962)
- Четвёртый (фильм-спектакль, 1962)
- Стёжки-дорожки (1963)
- Строгая игра (1963)
- Укротители велосипедов (1963)
- Время любить (фильм-спектакль, 1964)
- Катюша (документальный, 1964)
- Деревенщина (фильм-спектакль, 1965)
- Свадебные колокола (1967)
- Дым Отечества (фильм-спектакль, 1969)
- Будни уголовного розыска (1973)
- Люблю, люблю (фильм-спектакль, 1973)

## Награды
- заслуженный деятель искусств РСФСР (1976)
- орден Красной Звезды (31.12.1943)[3]
- медали